# Sparganium limosum
Sparganium limosum är en kaveldunsväxtart som beskrevs av Y.D.Chen. Sparganium limosum ingår i släktet igelknoppar, och familjen kaveldunsväxter. Inga underarter finns listade i Catalogue of Life.